# ولفگانگ لوت
ولفگانگ لوت (به آلمانی: Wolfgang Lüth) (۱۵ اکتبر ۱۹۱۳ – ۱۴ مه ۱۹۴۵) نظامی اهل آلمان در دوره رایش سوم بود که در کریگس‌مارینه خدمت کرد. در جریان جنگ جهانی دوم، او با فرماندهی چهار او-بوت در ۱۷ گشت رزمی مجموعاً در ۶۰۹ روز موفق به غرق کردن ۴۷ شناور دشمن با تناژ بیش از ۲۲۰ هزار تن شد که او را در جایگاه دوم برترین فرماندهان او-بوت، پس از اتو کرچمر، قرار می‌دهد. لوت همچنین به جهت این موفقیت‌ها یکی از تنها ۲۷ تنی بود که نشان صلیب شوالیه صلیب آهنین با برگ‌های بلوط، شمشیرها و الماس‌ها را دریافت کردند.

## سال‌های اولیه
ولفگانگ لوت روز ۱۵ اکتبر سال ۱۹۱۳ بین جمعیت آلمانی شهر ریگا در امپراتوری روسیه زاده شد. چهارمین پسر و آخرین فرزند آوگوست و اِلفریده لوت به حساب می‌آمد. پدربزرگش از لوبک به ریگا مهاجرت کرده بود. با آغاز جنگ جهانی اول پدرش توسط روس‌ها در سیبری زندانی شد. خانواده او برای هفت سال به برسلاو نقل مکان کردند و مجدداً به ریگا بازگشتند. لوت تحصیلات خود را در یک دبیرستان محلی آلمانی گذراند و سال ۱۹۲۷ دیپلم خود را گرفت. سال ۱۹۳۱ در رشته حقوق وارد دانشگاه معتبر گوتفرید هِردِر شد.
پس از تنها سه ترم دانشگاه را ترک کرد و روز ۱ آوریل سال ۱۹۳۳ به عنوان نامزد افسری به رایشس‌مارینه، نیروی دریایی آلمان پیوست. پس از گذران دوره آموزش نظامی پایه در پیاده‌نظام، به کرجی آموزشی گورش فوک منتقل شد و به درجه مهناوی سوم ترفیع گرفت. سپس با ناو کارلسروهه سفری به دور دنیا داشت. آزمون اصلی افسران نیروی دریایی را در دانشکده دریایی فلنسبورگ-مورویک با موفقیت گذراند و روز ۱ اکتبر سال ۱۹۳۶ به درجه ناوبان دوم ترفیع گرفت. سال ۱۹۳۷ وارد ناوگان او-بوت‌های ورماخت شد و روز ۱ ژوئن سال ۱۹۳۸ درجه ناوبان یکم دریافت کرد. لوت به عنوان افسر دیده‌بان در او-۲۶ و او-۳۷ خدمت کرد.

## جنگ جهانی دوم
او-۹
پس از آغاز جنگ جهانی دوم، ماه دسامبر سال ۱۹۳۹ به فرماندهی او-۹ منصوب شد. در طول شش ماه فرماندهی بر این او-بوت نوع ۲ب پنج گشت رزمی به انجام رساند و ۱۶٬۶۶۹ تن از کشتی‌های دشمن را عرق کرد. در جریان تهاجم به نروژ در کنار شناورهای دیگر مأمور به محافظت از گذر کشتی‌های آلمانی در مقابل رخنه دشمن شد و توانست یک زیردریایی متفقین را غرق کند و به یک ناوشکن آسیب بزند.
او-۱۳۸
لوت ماه ژوئن سال ۱۹۴۰ فرمانده او-۱۳۸ از نوع ۲ دی شد. در جریان دو مأموریت در اقیانوس اطلس مجموعاً حدود ۴۰ هزار تن از شناورهای دشمن را غرق کرد. لوت روز ۲۴ اکتبر سال ۱۹۴۰ مفتخر به دریافت نشان عالی صلیب شوالیه صلیب آهنین گردید.
او-۴۳
همان ماه فرماندهی او-۴۳ یک او-بوت اقیانوس‌پیمای نوع ۹آ به او سپرده شد. در شش مأموریت خود با این او-بوت در اقیانوس اطلس ۹ شناور دیگر دشمن را غرق کرد تا با مجموع تناژ شکارهای خود را به ۵۴۸۰۰ تن برساند.
او-۱۸۱
ماه مه سال ۱۹۴۲ فرماندهی او-۱۸۱ یک او-بوت برد بلند نوع ۹ دی در اختیار او قرار گرفت. لوت با این او-بوت برای نخستین بار به اقیانوس اطلس جنوبی رفت و با دور زدن دماغه امید نیک وارد اقیانوس هند شد. لوت در طول ۱۲۸ روز ۱۲ کشتی متفقین را با مجموعاً بیش از ۵۸۰۰۰ هزار تن وزن راهی کف اقیانوس کرد. به جهت این موفقیت‌ها، روز ۱۳ نوامبر سال ۱۹۴۲ برگ‌های بلوط به صلیب شوالیه او افزوده گشت. ماه مارس سال ۱۹۴۳ با او-۱۸۱ به اقیانوس هند بازگشت و با بر جای نهادن یک رکورد، مأموریتی ۲۰۵ روزه را مخصوصاً در آب‌های اطراف موریس، به انجام رساند. لوت در جریان این گشت رزمی روز ۱ آوریل سال ۱۹۴۳ به درجه ناوسروانی ترفیع یافت و پانزدهمین روز همان ماه خبر از اعطای گیره شمشیرها به نشان صلیب شوالیه خود گرفت. لوت در این گشت رزمی ۱۰ شناور دیگر با مجموع تناژ ۴۵ هزار تن را غرق کرد تا روز ۱ اوت سال ۱۹۴۳ به درجه ناخدا دومی نائل آید و گیره الماس‌های صلیب شوالیه را نیز روز ۹ اوت دریافت کند. لوت از منظر رکورد تناژ شناورهای غرق شده با با حدود ۲۲۸ هزار تن در رده دوم پس از اتو کرچمر با حدود ۲۶۳ هزار تن، قرار گرفت.

## سال‌های پایانی و مرگ
لوت روز ۱ ژانویه سال ۱۹۴۴ به فرماندهی ناوگان بیست و دوم او-بوت منصوب شد. او زان پس دیگر به دریا نرفت. لوت ماه ژوئیه سال ۱۹۴۴ به دانشسرای نیروی دریایی در مورویک منتقل شد و ماه سپتامبر با درجه ناخدا یکمی فرماندهی آن را بر عهده گرفت. او تا پایان جنگ در این جایگاه بود. پس از پایان جنگ در اروپا، لوت روز ۱۴ مه سال ۱۹۴۵ در حال قدم زدن در حوالی دانشسرا بود که اخطاری از جانب یکی از نگهبانان مجموعه دریافت کرد. ناخدا یکم ولفگانگ لوت احتمالاً به جهت مشغله فکری پاسخی به این اخطار نداد تا به ضرب گلوله نگهبان کشته شود. او را در آخرین خاکسپاری حکومتی در تاریخ رایش سوم، دو روز بعد با احترام کامل نظامی در فلنسبورگ، محل استقرار دولت بزرگ‌دریادار دونیتس، دفن کردند. نگهبان مذکور متعاقباً در دادگاه نظامی تبرعه شد.

## نشان‌ها
- صلیب شوالیه صلیب آهنین: ۲۴ اکتبر ۱۹۴۰
  - برگ‌های بلوط: ۱۳ نوامبر ۱۹۴۲
  - شمشیرها: ۱۵ آوریل ۱۹۴۳
  - الماس‌ها: ۹ اوت ۱۹۴۳